# La Motte (Iowa)
La Motte è un comune degli Stati Uniti d'America, situato nello Stato dell'Iowa, nella contea di Jackson.